# Oberea nefasta
Oberea nefasta är en skalbaggsart som beskrevs av Francis Polkinghorne Pascoe 1867. Oberea nefasta ingår i släktet Oberea och familjen långhorningar. Inga underarter finns listade i Catalogue of Life.